# Managementul datelor produsului
Managementul datelor produsului (MDP) este funcția dintr-o întreprindere, deseori componentă a conceptului managementul ciclului de viață al produsului, care este responsabilă pentru crearea, managementul și publicarea datelor referitoare la produse. Managementul datelor produsului se referă la managementul tuturor datelor care circulă într-o organizație, care sunt necesare a fi utilizate în dezvoltarea noilor produse sau în actualizarea produselor curente. O definiție dezvoltată a managementului datelor produsului a fost propusă de Remko W.Helms (2002) : Managementul Datelor Produsului este disciplina  de inginerie care face disponibile și accesibile datele referitoare la produse și procese, pentru părțile adecvate, la timpul exact în ciclul de viață al produsului, pentru a sprijini procesele afacerii care creează și/sau folosesc  aceste date. MDP este un sistem de management al informațiilor tehnice pentru întreprinderi de fabricație, construcții de instalații industriale și servicii inginerești. În limba engleză termenul este Product Data Management, în limba franceză: Gestion de donnees produits sau Gestion de donnees techniques. MDP este cunoscut sub diferite denumiri, exemple fiind (Remko W. Helms, 2002, op cit.): Managementul Informației Tehnice,  Managementul Informațiilor asupra Produsului și Managementul Datelor Inginerești. Ultimul termen introdus este Managementul în colectiv al Datelor Produsului(engleză :Collaborative Product Data Management- cPDM), și a fost introdus de CIMdata. MDP este un ansamblu de instrumente informatice, utilizate pentru a manageriza datele pentru un produs particular, atunci când acest produs trece de la proiectare la fabricație. Datele includ planuri, modele geometrice, desene CAD, imagini (desene scanate), fișierele pieselor componente, instrucțiuni de fabricație, diagrame de asamblare, specificații tehnice ale produsului, programe de comandă numerică, liste de materiale (BOM), toate datele de proiect asociate, note și documente. MDP managerizează, de asemenea, corelațiile dintre date, astfel încât atunci când sunt efectuate modificări într-o bază de date, efectele sunt reflectate în toate celelalte. MDP este dezvoltat pentru grupe de lucru (de ingineri) precum și pentru întreaga întreprindere. MDP îmbunătățește comunicarea între grupe și formează baza pentru ca organizațiile să-și restructureze procesele de dezvoltare a produselor și să institue inițiative cum sunt ingineria concurentă (simultană) și dezvoltarea în colaborare a produselor. Utilizarea managementului datelor produsului permite unei organizații să urmărească diferitele costuri asociate cu crearea și lansarea produsului.
Utilizatorii tipici ai MDP sunt reprezentați de proiectanți și ingineri, însă sistemele MDP sunt dezvoltate pentru a include persoane din multe alte domenii, inclusiv personal din fabricație, manageri și administratori de proiect, precum și personal din vânzări, marketing, achiziții,livrări și serviciul financiar.
Pachetele MDP vor efectua: stocarea fișierelor în depozite (engleză : check-in) și regăsirea (engleză :check-out) datelor produsului pentru utilizatori multipli, managementul modificărilor în proiect și controlul la eliberarea tuturor versiunilor componentelor produsului, construirea și manipularea structurii produsului prin crearea listelor de piese (BOM- bill of materials) pentru ansambluri și vor ajuta în managementul configurației variantelor de produse.

## Posibilități funcționale ale sistemelor MDP
Principalele funcții (capabilități) ale sistemelor MDP sunt următoarele:
٭managementul stocării și regăsirii datelor și documentelor referitoare la produse;
٭managementul fluxurilor de lucrări și proceselor referitoare la dezvoltarea, distribuția și utilizarea datelor produsului;
٭managementul structurii produsului;
٭automatizarea generării alternativelor și rapoartelor.
O prezentare cuprinzătoare a funcțiilor sistemelor MDP a fost elaborată de Remko W. Helms (2002), aceste funcții fiind:
٭managementul depozitelor de date;
٭managementul documentelor;
٭managementul schimbărilor;
٭managementul configurației;
٭managementul fluxurilor de lucrări și proceselor;
٭managementul structurii produsului;
٭managementul regăsirii/accesului (documentelor).
O companie trebuie să stocheze informații asupra următoarelor tipuri de „obiecte” : activități (de dezvoltare a produsului), resurse, produse și documente.
Depozitele de date  (engleză :data vault) sunt locații centrale utilizate în controlul tuturor tipurilor de informații electronice asupra produsului. Depozitele de date sunt fie locații fizice în sistemul de fișiere (orice tip de folder sau director) sau baze de date. Ele asigură controlul accesului la date, securitatea datelor pentru toate informațiile asupra produsului și integritatea lor. În depozitele de date sunt stocate două tipuri de date:
٭date asupra produsului, generate de diferite aplicații, ca de exemplu, specificații, modele CAD, date CAE, software executabile, înregistrări de mentenanță, manuale de service și de operare;
٭metadate (date despre date) care descriu diferite proprietăți ale datelor produsului (de exemplu, cine a creat un element specific de informație și când), precum și informații-index și definiții asupra produselor, astfel încât noile versiuni și alte date să poată fi urmărite și auditate.
Managementul documentelor se referă la: managementul depozitului de documente, managementul structurii documentelor, managementul ciclului de viață al documentelor (controlul versiunilor și stărilor documentelor).
Managementul configurației identifică toate artefactele (componente și versiuni ale documentelor) care aparțin unei versiuni particulare a produsului.
Managementul structurii produsului se referă la descompunerea produsului în ansambluri și componente și/sau descompunerea produsului în funcțiunile și sub-funcțiunile sale. Un exemplu tipic al structurii produsului este lista de materiale (BOM). Componentele produsului includ : materiale, componente mecanice/structurale, electronice/electrice, software etc.
Managementul fluxurilor de lucrări se poate defini ca fiind automatizarea procesului din întreprindere, în întregime sau parțial, în care documente, informații sau sarcini sunt trecute de la un participant la altul pentru acțiuni, conform cu un set de reguli procedurale. Fluxul de lucrări constă dintr-o succesiune de pași conectați. Acesta include pașii din proces referitori la dezvoltarea, distribuirea și utilizarea datelor produsului, regulile și activitățile asociate cu pașii specifici, reguli pentru aprobarea fiecărui pas și atribuirea utilizatorilor pentru a asigura suportul pentru aprobare.Fluxul de lucrări poate transfera datele la utilizatori și grupuri nominalizate, pentru a efectua un proces specific. Managementul fluxului de lucrări managerizează fluxul de date între persoane.Exemple de fluxuri de lucrări : ciclu de producție al documentelor, cereri de modificări de inginerie, comenzi de modificări de inginerie, managementul versiunilor desenelor, managementul ciclului de achiziții, managementul contractelor etc.
Sistemele MDP oferă soluții pentru asigurarea managementului datelor, capabilitățile proceselor și managementul configurației.
Asigurarea managementului datelor. Sistemele MDP capturează și managerizează informațiile asupra produsului, asigurând ca informația să fie livrată la utilizatori pe parcursul ciclului de viață, într-un context corect. Dreptul de proprietate asupra fișierelor, controlul versiunilor, managementul reviziei și statusul livrării sunt toate managerizate de sistemul MDP.
Capabilitățile proceselor. Capabilitățile proceselor și fluxurilor de lucrări permit atât echipelor interne ale produsului, cât și partenerilor externi să participe în ciclul de viață al produsului. Sistemul MDP poate ajuta la stabilirea, managerizarea și executarea proceselor automate de conducere a fluxurilor de lucrări, care reflectă cele mai bune practici ale companiei pentru schimbarea planificării, schimbarea execuției și schimbarea verificării și comunicării. Un sistem MDP poate sprijini și alte procese, inclusiv procesul faze-porți.
Managementul configurației. Sistemele MDP oferă vizibilitatea necesară pentru managerizarea și prezentarea unei liste de materiale (BOM) complete. Aceste sisteme facilitează alinierea și sincronizarea tuturor surselor de date BOM, precum și a tuturor fazelor ciclului de viață. Sistemele MDP trebuie să ofere vizibilitatea totală a listelor de materiale BOM, ceea ce înseamnă a fi capabil de a observa listele BOM înainte și după ce au fost efectuate modificări, inclusiv promovarea înțelegerii de către utilizatori non-tehnici, pentru a le permite acestora să vizualizeze piesele produsului în 3D.

## Beneficiile MDP
Persoanele care beneficiază de sisteme MDP sunt: manageri de proiect, ingineri, persoane din departamentul vânzări, cumpărători și echipe de asigurare a calității.
Sistemele MDP permit companiilor:
٭să găsească rapid datele corecte;
٭să îmbunătățească productivitatea și să reducă timpul pe ciclu;
٭să micșoreze erorile și costurile de dezvoltare;
٭să îmbunătățească instrumentarea lanțului de valori;
٭să optimizeze resursele operaționale;
٭să faciliteze colaborarea între echipe globale;
٭să ofere vizibilitatea necesară pentru luarea unor decizii mai bune în afacere.
Sistemele MDP asigură:
٭o calitate mai bună a datelor: toate datele care sunt „asortate” pot fi legate electronic;
٭o consistență mai bună a datelor: de îndată ce datele sunt create sau modificate, ele devin imediat actuale. Nu există o întârziere în timp care ar putea rezulta pentru diferiți ingineri care lucrează cu diferite versiuni ale datelor;
٭o mai mare transparență a datelor: în locul unor proiecte care sunt vizualizate de un singur inginer, o singură dată, întregul proces poate fi vizualizat de întreaga echipă de dezvoltare, în permanență.

## Funcțiunile software-lor MDP
Multe software MDP includ următoarele funcțiuni esențiale ale managementului datelor produsului:
٭identificarea și controlul reviziei documentației proiectelor;
٭biblioteca de date electronice pentru fișiere CAD;
٭înregistrări de atribute ale pieselor fizice;
٭înregistrări ale surselor furnizorilor;
٭managementul listelor de materiale;
٭controlul modificărilor de inginerie și al fluxurilor de lucrări.